# إريك بورغس
اريك بورغس (بالإنجليزية: Eric Burgess)‏ (27 أكتوبر 1944 في المملكة المتحدة - ) هو لاعب كرة قدم بريطاني في مركز الدفاع. لعب مع كولتشستر يونايتد ونادي بليموث أرجايل ونادي توركي يونايتد ونادي واتفورد ونادي ويلدستون لكرة القدم.